# Normannia (Studentenverbindung)
Normannia ist der Name folgender Studentenverbindungen.

## Liste

### Burschenschaft
- Burschenbund Normannia Brünn im Burschenbunds-Convent
- Berliner Burschenschaft Normannia
- Burschenschaft Normannia zu Heidelberg
- Burschenschaft Normannia Jena
- Burschenschaft Normannia zu Leipzig
- Burschenschaft Normannia-Leipzig zu Marburg
- Burschenschaft Normannia-Nibelungen zu Bielefeld

### Corps
- Corps Normannia Berlin
- Corps Normannia-Halle
- Corps Normannia Hannover
- Corps Normannia Marburg[1], siehe Corps Berlin
- Corps Normannia-Vandalia München
- Corpslandsmannschaft Normannia Königsberg, siehe Königsberger Senioren-Convent #Normannia I
- Corps Normannia Königsberg, siehe Königsberger Senioren-Convent #Normannia II

### Christliche Verbindung
- KDStV Normannia Karlsruhe
- KÖML Normannia Graz
- KStV Normannia Würzburg

### Landsmannschaft
- Landsmannschaft Normannia zu Darmstadt, siehe Liste der Studentenverbindungen in Darmstadt
- Landsmannschaft „Normannia“ zu Wismar, siehe Liste der Studentenverbindungen in Wismar

### Sonstige
- Fraternitas Normannia in St. Petersburg, Dorpat und Reval, siehe Deutsch-Baltische Studentenverbindungen #Liste der deutschbaltischen Korporationen
- Sängerschaft Normannia Danzig
- SV Normannia München, siehe Corps Cisaria
- Verbindung Normannia Tübingen